# Lordiphosa harpophallata
Lordiphosa harpophallata är en tvåvingeart som beskrevs av Hu, Watabe och Masanori Joseph Toda 1999. Lordiphosa harpophallata ingår i släktet Lordiphosa och familjen daggflugor. Inga underarter finns listade i Catalogue of Life.